# San Vero Milis
San Vero Milis é uma comuna italiana da região da Sardenha, província de Oristano, com cerca de 2.396 habitantes. Estende-se por uma área de 72 km², tendo uma densidade populacional de 33 hab/km². Faz fronteira com Baratili San Pietro, Milis, Narbolia, Riola Sardo, Seneghe, Tramatza, Zeddiani.